# 名古屋市立守山西中学校
名古屋市立守山西中学校（なごやしりつ もりやまにしちゅうがっこう）は、愛知県名古屋市守山区新守町にある公立中学校

## 歴史

### 沿革
- 1952年（昭和27年）4月1日 - 守山町立守山中学校より分離し、守山町立守山西中学校として設立[2]。
- 1954年（昭和29年）6月1日 - 市制施行に伴い、守山市立守山西中学校となる。
- 1963年（昭和38年）2月15日 - 守山市が名古屋市に合併に伴い、名古屋市立守山西中学校となる[3]。
- 1970年（昭和45年）7月 - プール完成、校歌制定[1]。
- 1976年（昭和51年）5月 - 体育館兼講堂完成[1]。
- 1980年（昭和54年）5月 - 南校舎特別教室完成[1]。
- 1983年（昭和57年）3月 - 校訓碑、学校標高表示板完成[1]。
- 1985年（昭和59年）1月 - 本館4階南館3・4階増築完成[1]。
- 1990年（平成2年）3月 - 大規模改造工事開始[1]。
- 1993年（平成5年）3月 - 大規模改造工事終了[1]。
- 1994年（平成6年）10月 - テレビ共聴システム完成[1]。
- 1998年（平成10年）3月 - 東校舎新築・ランチルーム完成[1]。
- 2001年（平成13年）10月 - 玄関校歌碑、西壁校章完成[1]。
- 2004年（平成16年）3月 - 体育館耐震工事完了[1]。
- 2007年（平成17年）3月 - 本館耐震工事完了[1]。
- 2013年（平成23年）3月 - 第二東校舎新築完成[1]。
- 2016年（平成26年）12月 - 南校舎大規模改造工事完了[1]。

### 生徒数の変遷
『愛知県小中学校誌』（2018年（平成30年））によると、生徒数の変遷は以下の通りである。
| 1952年（昭和27年） | 313人  |  |
| 1957年（昭和32年） | 730人  |  |
| 1977年（昭和52年） | 1036人 |  |
| 1997年（平成9年）  | 872人  |  |
| 2007年（平成19年） | 840人  |  |
| 2017年（平成29年） | 773人  |  |

## 通学区域
名古屋市立鳥羽見小学校・名古屋市立二城小学校・名古屋市立瀬古小学校の3校の学区を通学区域としている。

### WEB
1. ↑  名古屋市教育委員会事務局子ども応援委員会制度担当部学校計画室計画係 (2016年4月1日). “名古屋市立中学校区一覧（小→中）” (PDF).   名古屋市. 2017年3月26日閲覧。

### 書籍
1. 1 2 3 4 5 6 7 8 9 10 11 12 13 14 15  名古屋市立守山西中学校生徒手帳より
2. 1 2  守山区制50周年記念事業実行委員会 2013, p. 384.
3. ↑  守山区制50周年記念事業実行委員会 2013, p. 387.
4. ↑  六三制教育七十周年記念 愛知県小中学校誌 合同記念誌編集特別委員会 2018, p. 263.